# Àlex Corretja
Àlex Corretja Verdegay (1974. április 11. –) spanyol hivatásos teniszező.
Korának egyik legjobb salakjátékosa, kétszer jutott el a Roland Garros döntőjébe(1998, 2001), először Carlos Moyàtól, másodszor Gustavo Kuertentől szenvedett vereséget. 1998-ban megnyerte a Tennis Masters Cupot. 2000-ben Davis-kupát nyert Spanyolország csapatával. A sydney-i olimpián bronzérmet szerzett párosban, Albert Costával. Legjobb helyezése a világranglistán a 2. volt. Összesen 17 egyéni és 3 páros ATP tornát nyert meg.

## Grand Slam döntői

### Elvesztett döntői (2)
| Év   | Helyszín      | Ellenfél a döntőben | Eredmény a döntőben   |
| 1998 | Roland Garros | Carlos Moyà         | 6–3, 7–5, 6–3         |
| 2001 | Roland Garros | Gustavo Kuerten     | 6–7(3), 7–5, 6–2, 6–0 |